# Буљетовина
Буљетовина је насељено мјесто у Босни и Херцеговини у Општини Илијаш које административно припада Федерацији Босне и Херцеговине. Према попису становништва из 1991. у насељу је живјело 74 становника.

## Становништво
| Националност       | 1991. | 1981. | 1971. | 1961. |
| Срби               | 74    | 99    | 139   | 140   |
| остали и непознато |       |       |       |       |
| Укупно             | 74    | 99    | 139   | 140   |

| Демографија | Демографија | Демографија |
| Година      | Становника  | Становника  |
| ----------- | ----------- | ----------- |
| 1961.       | 140         |             |
| 1971.       | 139         |             |
| 1981.       | 99          |             |
| 1991.       | 74          |             |